# Карл-Петтер Лекен
Карл-Петтер Лекен (норв. Karl Petter Løken, нар. 14 серпня 1966, Карлскуга) — норвезький футболіст, що грав на позиції захисника, нападника.
Виступав, зокрема, за клуб «Русенборг», а також національну збірну Норвегії.
Чотириразовий володар Кубка Норвегії.

## Клубна кар'єра
Народився 14 серпня 1966 року в місті Карлскуга. Вихованець юнацьких команд футбольних клубів «Сарпсборг» та Askim.
У дорослому футболі дебютував 1985 року виступами за команду «Русенборг», у якій провів одинадцять сезонів, взявши участь у 216 матчах чемпіонату. 
Завершив ігрову кар'єру у команді «Стабек», за яку виступав протягом 1997—1998 років.

## Виступи за збірні
Протягом 1986–1987 років залучався до складу молодіжної збірної Норвегії. На молодіжному рівні зіграв у 3 офіційних матчах.
У 1987 році дебютував в офіційних матчах у складі національної збірної Норвегії.
У складі збірної був учасником чемпіонату світу 1994 року у США.
Загалом протягом кар'єри в національній команді, яка тривала 9 років, провів у її формі 36 матчів, забивши 1 гол.

## Титули і досягнення

### Командні
- Володар Кубка Норвегії (4):

«Русенборг»: 1988, 1990, 1992, 1995

### Особисті
«Русенборг»: 1991